# Ernst Girschner
Ernst Girschner (* 29. Oktober 1860 in Torgau; † 28. April 1914 ebenda) war ein deutscher Lehrer und Insektenkundler.
Ernst Girschner war der Sohn eines Oberlandesvermessers. Er besuchte das Gymnasium in Meiningen, danach das Lehrerseminar in Hildburghausen und die Königliche Kunstschule zu Berlin. 1888 kam er als Probekandidat an das Gymnasium in Torgau und wurde im Folgejahr zum Gymnasiallehrer für Zeichnen und Naturwissenschaften ernannt. In dieser Stellung arbeitete er 25 Jahre.
Schon als Kind galt sein Interesse den Naturwissenschaften. Er sammelte Insekten, wandte sich aber bald ausschließlich den Dipteren zu und veröffentlichte zahlreiche Beiträge dazu in der Entomologischen Zeitung Stettin, der Wiener Entomologischen Zeitung, den Entomologischen Nachrichten und anderen Zeitschriften. 1887 veröffentlichte er eine Monographie über die europäischen Alophora-Arten. Später verkaufte er seine Dipterensammlung an J. Colbran Wainwright in Handsworth.
Ernst Girschner litt an einem Schilddrüsenleiden und starb an einer Herzlähmung.